# F100渦輪扇發動機
F100渦輪扇發動機是美國空軍現役使用最多的渦輪扇發動機，也是普萊特和惠特尼公司（簡稱普惠）最重要的軍用發動機之一。目前主要使用機種包括雙引擎的F-15（包括F-15E）與單引擎的F-16這兩種戰鬥機。

## 歷史

### 明日之星的誕生
F100發動機的發展歷史可以回溯到1965年普惠公司進行的超音速軍用有後燃器發動機JTF22的研究計畫。1968年美國空軍開始進行下一代戰鬥機研發計畫F-X時，分別要求奇異公司、普惠公司與通用汽車轄下艾利森部門分別提出各自的設計案，兩家獲勝者將會為美國空軍與美國海軍各生產一具原型發動機作為評估的對象，這兩家公司有18個月的時間進行技術方面的研發。奇異與普惠在第一階段勝出，而1970年3月普惠成為最後的勝利者，美國空軍賦予的正式編號為F100，海軍版則是F401。空軍版的推力比較低，不過大修間隔時間較長，海軍版著眼於航母操作的需求，緊急最大推力的需求較大，也有別於空軍版的設計。兩個版本只有燃燒段（也就是核心段）是相同的，其他部分，包括風扇直徑，後燃器，噴嘴與其他主要次系統都無法互換。
可是海軍在花費3億美金之後，於1971年年中正式通知美國空軍他們將放棄以F401為F-14戰鬥機更換發動機的計畫，這項改變導致總採購數量下降以及發動機購買成本的上升，加上美國軍方與普惠公司對於測試的時間表和進度之間的認識差異，種下後來問題重重的開端，幾乎讓美國空軍與普惠對簿公堂，也促使幾乎喪失軍用發動機市場的奇異公司有機會重新站穩腳步並且推出F110渦輪扇發動機。
1970年代正值美國空軍在越戰空中作戰經驗上受到強大衝擊的年代，以及蘇聯的新型戰鬥機不僅在數量上超過美國，也會拉進與美國現役戰鬥機（主要是F-4）性能上的差距。當F100於1970年3月展開全面設計工作，並且於1972年7月首次試飛，普惠公司並未預料到這具發動機在材料與先進科技運用上，需要更多的時間完成測試與產品成熟化，而海軍不同意採購的宣布，使得主導飛機與發動機設計工作的F-15計畫室受到很大的壓力，為了讓新飛機可以準時服役，計畫室部門主持決定在測試完成前就同意F100進入量產，而讓普惠稍後完成所有預定的測試項目。
1974年11月F100發動機正式進入美國空軍服役，其研製之初沒有充分估計到航空發動機工作狀態轉換問題。裝備部隊以後，在戰鬥訓練過程中，飛行員常常需要發動機在最大工作狀態和最低轉速之間頻繁轉換，結果F100-PW-100出現了大量問題，一度發生新的發動機產量低於預期，新出廠的F-15與F-16停放在地上，無發動機安裝的窘境。也有人說他的性能讓空軍飛行員讚不絕口，最佳的表現來自於F-15在運動能力，加速率等方面與當時服役中的美國最主要戰鬥機F-4有天壤之別，除了提升美國空軍對於爭取制空權更有信心之外，也促成更多新戰術的研究與使用。

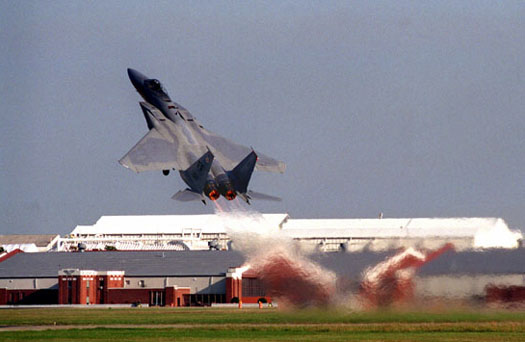
第一架使用F100的是F-15戰鬥機

### 問題的開端
飛行員對F100發出讚美與驚嘆之餘，也更勇於以各種方式操作新發動機演練各種戰技，這時候問題開始浮出檯面，而且嚴重的程度幾乎讓整個美國空軍空有機體而在等待發動機的窘境。

#### 測試拖延與意外
問題的發生點可以回溯到設計與試驗時期。普惠公司在F100合約時程上有兩個里程碑（Milestone）需要達成，一個是要在1972年2月前完成初期飛行出力測試，通過這個測試發動機才可以真的裝到飛機上進行飛行測試。第二個是要在1973年2月完成最後合格驗證，通過這個驗證表示發動機符合設計預估並且能夠進入服役階段。F100發動機順利通過第一個里程碑的需求，但是在第二項驗證過程當中，原先要求150小時模擬不同高度與速度的運轉測試無法如期完成。更糟糕的是1973年2月F-15已經開始進行試飛7個月之後，地面測試的發動機發生涡轮叶片分離，損毀風扇段的意外。
F-15計畫室在強大的時程壓力下，同意讓普惠延遲到1973年5月完成預定的150小時運轉測試，同時延後高高度與高馬赫數的測試項目，在當時大多數的人認為這些項目處於F-15飛行狀態較為極端的區域，不至於有太大的影響，只是這項決定後來幾乎讓F-15生產在美國國會面臨被終止的情況。好不容易普惠在1973年5月完成縮減版的驗證，10月完成所有的測試項目。2月發生的意外經過調查之後發現是葉片生產過程的瑕疵，以及測試環境的顆粒被發動機吸入所造成。
測試過程中出現的其他問題還包括第一級涡轮叶片出現震動，風扇定子（靜止不動的葉片）總體產生彎曲現象，鈦合金發生起火燃燒，第4級渦輪損壞以及後燃器有不正常的聲音等等。總合來說，F100發動機的性能和技術需求都相當高，許多當初沒有預料或者是設想到的技術，材料與操作上的問題日後讓這顆發動機備受質疑。

#### 飛行員的操作
F100的性能配合F-15的設計，讓飛行員擁有大量剩餘能量強化飛機運動能力。當飛行員處於不停變化的戰鬥狀態下，油門也頻繁的在低與後燃器推力之間來回移動，對於戰鬥機來說，這樣的操作方式相當普遍，然而在F100與F-15的搭配上，加上F100的高性能與快速反應，如此的反覆變更出現的頻率遠高於以往的經驗，施加於發動機的工作壓力也遠高於設計時的預估，導致F100的可靠度和維修壓力產生負面的評價。

### 主要的問題
F100早期發生最主要的問題有三項，分別是：
- 壓縮段葉片失速。
- 渦輪段損毀
- 零件壽命遠低於預期。

這些問題的發生除了發動機本身的因素之外，也含有前述飛行員以超出預期太多的方式操作所導致，後面這個因素過去了解不多，自F100之後成為新發動機設計時都要考慮的因素。

#### 壓縮段葉片失速
壓縮段位於發動機的前方，負責將通過進氣道的氣流壓縮，提高壓力和燃燒效率。氣流通過壓縮段的葉片時類似流經機翼，也會在某些狀態下出現混亂而導致失速。機翼失速的時候無法繼續維持飛機穩定的飛行與控制，壓縮葉片失速的時候會影響壓縮段與發動機運作的順暢性，然而一般的失速是短暫性的現象，影響有限，停滯性失速則是持續發生，除非飛行員將發動機關閉並且重新啟動，否則無法消除的狀況。
F100超過70%的停滯性失速發生於使用後燃器的時刻，也可以說是飛行員最需要補充推力之際，為了降低發生的機率，美國空軍要求飛行員避免進入產生停滯性失速的飛行狀態，減緩重複使用後燃器的次數等等。雖然停滯性失速在重新啟動發動機之後就會消失，只不過這個程序對於只有單具F100的F-16來說相當的危險，使得早期F-16因為發動機出意外的比例偏高。
此外，美國空軍要求地勤人員調降發動機的輸出以進一步減少危險發生的次數。這項規定只限於平時，當戰爭爆發的時候，還是需要恢復原先發動機該有的性能。這麼一來，F-15的地勤人員必須以人工的方式調整每一具發動機，連新出廠的也不例外，造成額外的工作量與成本支出，令美國空軍相當不滿普惠的產品與服務態度。普惠公司則認為當初收到的設計規範與要求當中並未包含這個部分，而且這種現象也與飛行員的操作習慣有關係，不願意免費提供解決的方案。雙方的對峙延伸到美國國會，也是美國空軍後來與海軍取得協議，利用原先預備為F-14更換發動機的經費，提出戰鬥機候補發動機（Alternate Fighter Engine）競標案。

#### 渦輪葉片斷裂
渦輪葉片需要承受非常高的溫度與轉速，當葉片發生斷裂時，在每分鐘3萬轉的高速下，對於發動機與機體的殺傷力很大。這個問題的來由與上述壓縮段停滯性失速有密切的關聯。壓縮段失速時會中斷渦輪段冷卻氣流的供應，承受高溫氣流的渦輪葉片立即發生溫度分布不均勻以及承受超過設計的溫度，加上渦輪段的高轉速施加的應力，部分葉片結構出現快速脆化與裂縫。等到葉片結構無法繼續維持時就會斷裂，以高速飛出去造成發動機或者是機身其他部分的傷害。
渦輪葉片屬於發動機的熱段，需要定期檢查與更換有問題的部分，葉片斷裂分離並不是F100僅有的問題，許多發動機都出現過。為了防止斷裂的葉片衝出發動機殼，F100在發動機下方特別設計一層外襯來限制萬一斷裂的葉片不會飛出發動機殼，但是，地勤人員必須將發動機從飛機上卸下來才可以檢查渦輪葉片，無形中增加地勤人員的工作量與壓力。此外，壽命縮短的渦輪葉片代表檢查與更換的間隔要縮短，發動機無法使用的時間與次數增加，零件儲存與購買的成本上升，即使美國空軍與普惠公司歷經多次談判商議，也無法形成共識讓普惠公司願意分攤成本與責任。

#### 零件壽命遠低於預期
零件壽命短於預期發生的原因包含設計與操作等方面的因素。噴射發動機在設計上有一個重要的參數需要考慮，稱為熱機循環（Thermal Cycle）。對於發動機的使用上，一個熱機循環代表發動機從啟動之後到最大推力之後，執行完任務再回到最小推力降落的一個週期，計算一個週期需要參考的因子很多：任務型態，油門變化和飛行次數等等，發動機在設計階段就要預估熱機循環的數量與使用時數之間的關係，計算出適當的維修與檢查的週期。
以F100誕生前的經驗來說，操作2000小時下累積的熱機循環次數大約為1765次，可是F100實際上累積次數高達10360次，其中頻繁的自低到全後燃器推力變化有很大的關聯。換句話說，F100在設計時並不是根據這麼高的熱機循環週期所作的，所帶來的負面效應也是前所未見的，諸如許多熱段零件老化速率超過預期或者是出現前述的渦輪葉片斷裂現象，使得普惠與F100飽受批評。雖然一位美國空軍的工程師宣稱他在F100設計階段已經注意到這個問題沒有受到應有的重視，不過普惠據此的反應是美國空軍方面過度操作F100，並非他們的產品有問題。可是問題依舊存在，而且美國空軍於1979年必須接受沒有發動機的F-15，連同當時問題重重的TF30發動機，美國海空軍三大新機種：F-14、F-15和F-16都面臨暫時停止飛行或者是沒有發動機可用的問題。

### 解決方案
儘管美國空軍與普惠公司之間的關係相當緊繃，軍方還是繼續提供經費讓普惠修改設計或者是次系統。普惠提出的改良方案包括以數位電子發動機控制系統取代原先的設計，加裝偵測器監視發動機的情況，當停滯性失速快要發生的時候，電子控制系統會將油門縮小到軍用推力，並且切斷後燃器的燃料，避免問題的產生。在F-16上加裝一個分流板，將旁通氣流與高壓段分離，如果發生失速的時候，旁通氣流不會衝入高壓與燃燒段導致發動機失去控制。
美國空軍同時也修改零件採購的方式和維修的準則，在兩方配合之下，F100逐漸成熟穩定，可靠度逐漸追上性能表現，成為相當出色的發動機，也讓F-15成為美國空軍有史以來最安全的機種，從1988會計年度每10萬飛行小時有3.27次嚴重意外降低到1995會計年度1.53次。

## 生產次型

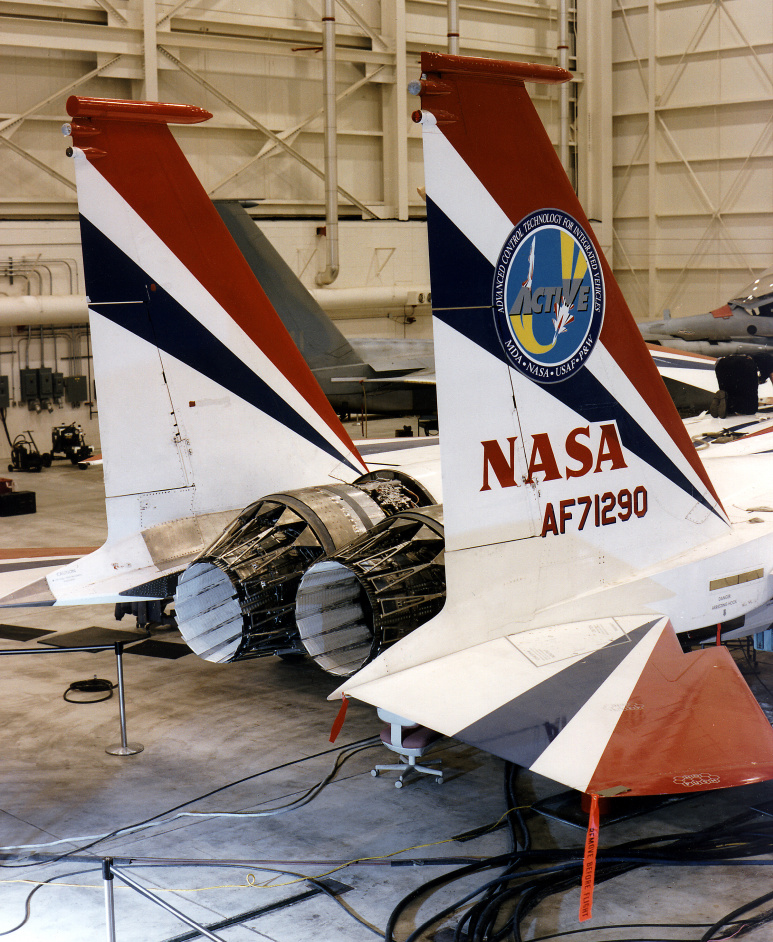
F-15 ACTIVE試驗機，使用的發動機是F100-PW-229加上向量噴嘴

### F100-PW-100
F100-PW-100是F100發動機系列當中的第一款，首先使用於F-15A戰鬥機上，完整的150小時測試工作於1973年10月完成。到1980年時，已出廠的1200具發動機共累積42萬小時的操作時數，平均大修間隔達到1250小時。1985年時3500具發動機共累積2百萬操作時數，而且熱段檢修的間隔提升為1800個任務週期。推力為14,670磅（64.9 kN），最大推力23,830磅（106.0 kN）。

### F100-PW-200
F100-PW-200首先使用於F-16戰鬥機上，與F100-PW-100的差異主要在加裝備用燃料控制器，改善控制系統冷卻以及往前延伸壓縮段的進氣道長度。1999年3月美國空軍一架F-16意外墜毀之後的調查發現有17架F-16發動機出現髮絲狀的裂痕，美國空軍所有F-16因此停飛。

### F100-PW-220
F100-PW-220是普惠公司重新設計部份次系統，企圖改善之前出現問題的狀況。改良的部分包含採用數位電子發動機控制系統，新的材料與特殊鍍膜等。美國空軍基於對普惠處理F100性能問題態度上不滿，需要壓低成本以及擁有第二個發動機來源等原因考慮下，發出戰鬥機候補發動機（Alternate Fighter Engine）競標案，普惠以-200與奇異公司F110發動機競爭之後，各自取得部份生產合約。其中F-15仍舊使用F100，只有外銷南韓的F-15K第一次使用F110。F-16C第30次型以後則可以在訂購時選購兩者其中之一。第一具發動機於1985年10月服役，這時候F100的可靠度趨於穩定，數位電子發動機控制系統大幅改善先前的問題。

### F100-PW-220E
普惠提供改良套件，將-200提升為-220的標準，這些發動機稱為-220E。

### F100-PW-220P
普惠以改良套件將部份-229發動機的次系統改裝到早期發動機當中，這些次系統包括數位全權電子控制與新的後燃器燃料管理系統。

### F100-PW-229
F100-PW-229採用新的技術與材料，企圖徹底解決過去F100的問題之外，進一步提升發動機的性能與可靠度。改變的項目包含新設計的風扇與壓縮段，增加質流量，提高渦輪前溫度與縮短燃燒段長度。-229的總長與早期型號接近，可以輕易的更換已經使用其他F100發動機的機體上。F-15於1991年正式使用-229，F-16於1993年跟進。推力為17,000磅（75.6 kN），最大推力29,160磅（129.6 kN）

### F100-PW-229A
F100-PW-229A是普惠將F-22使用的F119发动机的技術融入現有的F100-PW-229當中，最主要的改變是重新設計的風扇段。為了維持原先的外型尺寸，-229A將後燃器的長度縮短。

### F100-PW-229EEP
普惠以-229推出的性能增強包，藉以大幅強化提升引擎的使用可靠度與後勤補保維修表現。由此改良讓大修間隔從7年提高至10年，故障檢修間隔時間也從4300小時提高到6000小時，讓發動機在整個壽命週期中節省30%的成本。EEP的提升讓推力從29000磅稍微增加至29100磅，該EEP還包括即時監控系統，和升級後的數位電子發動機控制(DEEC)系統。普惠於該型的提升中，代表著-229的最終改良版。

## 尺寸與性能
|              | F100-PW-100         | F100-PW-200         | F100-PW-220         | F100-PW-220P        | F100-PW-229         | F100-PW-229A        |
| 直徑         | 1.18公尺            | 1.18公尺            | 1.18公尺            | 1.18公尺            | 1.18公尺            | 1.18公尺            |
| 長度         | 4.85公尺            | 4.85公尺            | 4.85公尺            | 4.85公尺            | 4.85公尺            | 4.84公尺            |
| 重量         | 1500公斤            | 1500公斤            | 1500公斤            | 1500公斤            | 1680公斤            | 1680公斤            |
| 最大後燃推力 | 100.53kN（22600磅） | 100.53kN（22600磅） | 105.72kN（23700磅） | 105.72kN（23700磅） | 129.45kN（29100磅） | 129.45kN（29100磅） |
| 最大軍用推力 | 65.26kN（14670磅）  | 65.26kN（14670磅）  | 63.9kN（14370磅）   | 64.9kN（14590磅）   | 79.18kN（17800磅）  | 79.18kN（17800磅）  |

## 結構

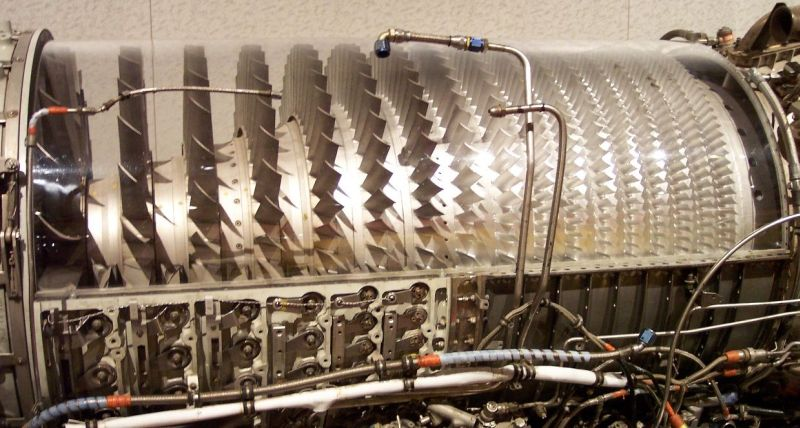
一個典型的壓縮段與葉片，照片中的是奇異公司J79發動機

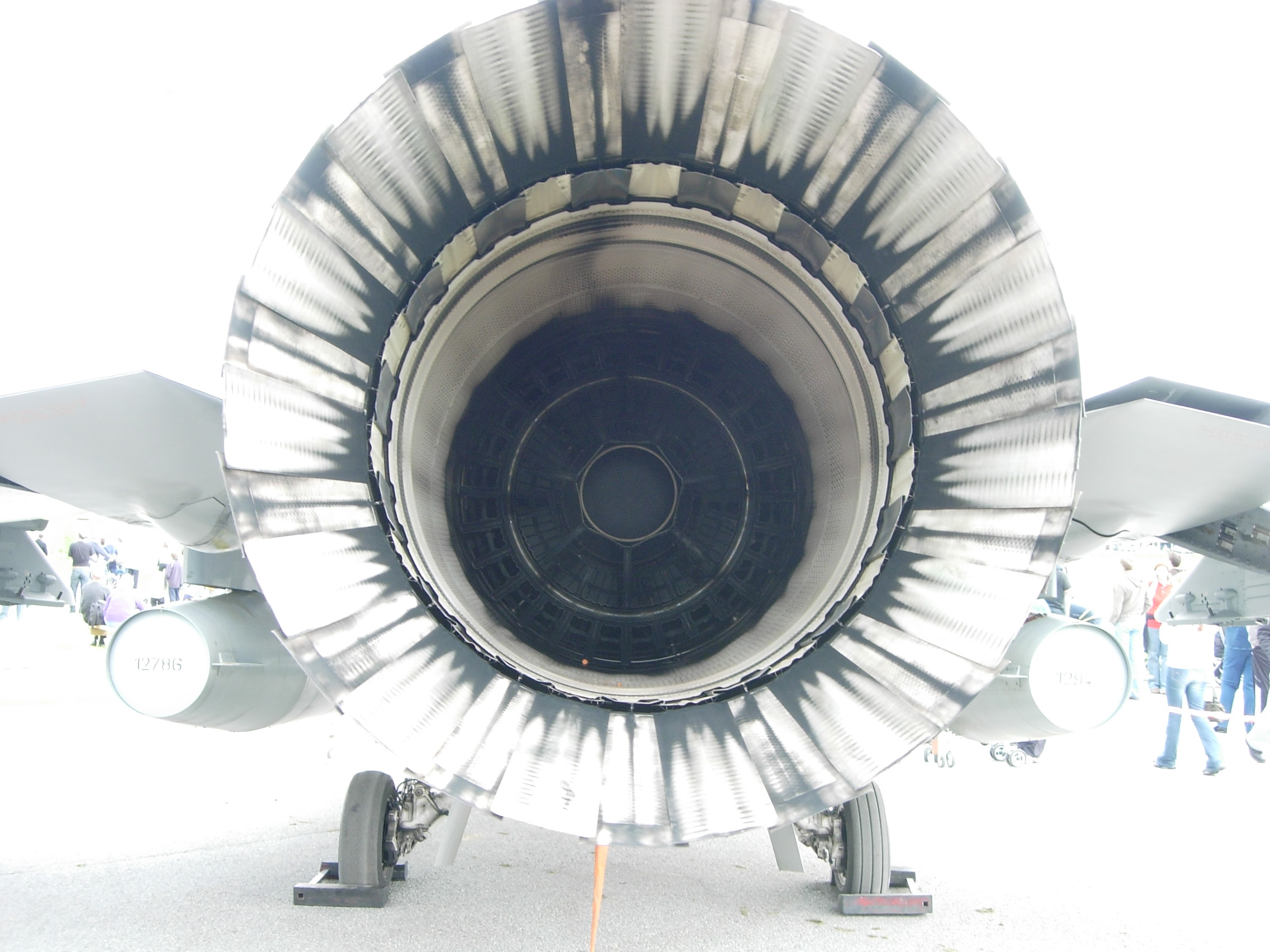
從尾部拍攝的F-16發動機，最靠近鏡頭的部分是噴嘴，其次是後燃器，裡面圓盤狀的是渦輪段

### 風扇段
風扇段位於發動機進氣口後方，一共有3級，轉子材料為鈦合金。旁通比為0.36。

### 壓縮段
高压压气机段共有10級，其中前3級的定子具有改變攻角的能力。壓縮比28.5，大部分的葉片材質為鈦合金。

### 燃燒段
燃燒段為環狀燃燒室設計，配備兩套燃料注射系統與兩套點火系統。F100為了降低黑煙產生的機率，設計上將燃燒的過程維持在燃燒段的前方，同時提高燃燒的溫度。

### 渦輪段
渦輪段共有4級，高壓和低壓各兩級，透過雙驅動軸帶動前方的風扇與壓縮段。渦輪前溫度大約攝氏1399度

### 後燃器
後燃器一共有5套環狀點火裝置，能夠個別控制，提供不同的後燃器推力輸出。

#### 相似引擎
- WS-10
- F110
- AL-31

## 外部連結
1. F100-PW-220/F100-PW-220E（页面存档备份，存于）
2. Global.Security.org F100-PW-100/200（页面存档备份，存于）
3. F100 Engine by Code One Magazine